# Pig Destroyer
O Pig Destroyer é uma banda de metal extremo de Virgínia, Estados Unidos. Combinando elementos de grindcore, death metal e black metal (em menor grau), a banda elevou as limitações desses estilos, ganhando respeito e vários seguidores durante o processo. Seu som único é caracterizado, além de outras coisas, pela ausência do baixo.

## História
A banda foi formada em 1997 com o vocalista J.R. Hayes da banda Enemy Soil, Scott Hull das bandas Agoraphobic Nosebleed, Anal Cunt (na época), e Japanese Torture Comedy Hour e o baterista John Evans, que mais tarde seria substituído por Brian Harvey.
A banda escolheu esse nome motivada por uma forte consciência sócio-política. Acreditando que se usassem nomes como Cop  Kiler ou Cop Destroyer a banda estaria sendo um tanto clichê, então eventualmente resolvem chamar-se Pig Destroyer (Pig que é porco em português, uma pejorativa gíria estadunidense para policial). Derivado de fontes não musicais tão extremas quanto o som da banda, é facil notar que o logo da banda foi criado usando o mesmo emblema da infame revista ANSWER ME! (revista especializada em comportamento ultraje) como influência.
Formada a banda, lançam sua primeiro demo-tape em 1997. Na sequência, lançam um split com a banda americana de screamo Orchid. Na sequência, assinam com o selo independente Reservoir lançando seu primeiro álbum Explosions In Ward 6 e mais um split com a banda Gnob. Após alguns shows a banda chama a atenção da gravadora independente norte americana, Relapse Records e acaba assinando com a banda. Em 1998, o baterista John Evans sai da banda dando lugar a Brian Harvey. Em seguida, a banda lança um split com a banda de rock experimental Isis. Após esse lançamento, a banda  lança a coletânea 38 Counts of Battery, que contava com a discografia da banda e alguns b-sides, como covers de Carcass e Dark Angel. Depois de um sequência de shows, a banda lança em 2001 seu primeiro álbum pela Relapse Records chamado Prowler In The Yard. O álbum acaba tendo um considerável sucesso, com ótimas críticas em revistas especializadas pelo mundo inteiro. A banda também faz várias turnês e toca em diversos festivais, entre eles o festival Relapse Contamination Fest em 2003, aonde tocam com bandas como o High on Fire e o The Dillinger Escape Plan (documentado depois no DVD do mesmo nome). Em 2004, a banda lança um split com a banda de death metal Benümb e a coletânea Painter of Dead Girls, que contém os splits com o Benümb e o Gnob mais os inusitados covers do The Stooges e do Helmet.
Ainda em 2004, a banda lança o álbum Terrifyer recebendo aclame dos fãs e da imprensa musical. Contando com uma produção impecável, o álbum veio com uma versão limitada contendo um DVD com a música Natasha com 24 minutos de duração, com Surround Sound.
No verão de 2006, a banda recrutou Blake Harrison (que já passou pelas bandas Triac, Daybreak e Hatebeak) que usa instrumentos eletrônicos para adicionar barulhos e samplers durante os shows e nos futuros lançamentos da banda. A banda promete ainda para o ano de 2006, lançar 9 splits de 7", com bandas como o Orthrelm e o Blood Duster.

## Integrantes
- J. R. Hayes - vocal
- Scott Hull - guitarra
- Brian Harvey - bateria
- Blake Harrison - efeitos sonoros

### Ex-integrantes
- John Evans - bateria

## Discografia

### Álbuns completos
- Explosions In Ward 6 (1998)
- Prowler in the Yard (2001)
- Terrifyer (2004)
- Phantom Limb (2007)
- Book Burner (2012)
- Head Cage (2018)

### EP's
- Demo (1997)
- 7" Picture Disc  (2000)
- Natasha (2008)

### Coletâneas
- 38 Counts of Battery (2001)
- Painter of Dead Girls (2004)

### Splits
- Pig Destroyer/Orchid Split (1997)
- Pig Destroyer/Gnob Split (1999)
- Pig Destroyer/Isis Split (2000)
- Pig Destroyer/Benümb Split (2002)
- Pig Destroyer/Coldworker/Antigama Split (2007)

### Compilações
- Relapse Contamination Fest DVD (2003)
- We Reach: The Music Of The Melvins (2005)